# Tsarat de Tarnovo
Le Tsarat de Tarnovo (bulgare : Търновско царство) était une entité bulgare médiévale apparue en 1371 à la suite de la mort du Tsar bulgare Ivan Alexandre. 
L'empire bulgare se frgamente alors en deux principauté, le Tsarat de Vidin et le Tsarat de Skopje. Le Tsarat de Tarnovo s'effondre en 1393 à la suite de la conquête ottomane.
C'est un autre nom du deuxième État bulgare dans l'historiographie, qui a été nommé dans les sources historiques de cette époque et de Zagora (bulgare : Загора).